# 289314 Chisholm
289314 Chisholm è un asteroide della fascia principale. Scoperto nel 2003, presenta un'orbita caratterizzata da un semiasse maggiore pari a 3,0716200 UA e da un'eccentricità di 0,0892622, inclinata di 12,38092° rispetto all'eclittica.